# Figaro striatus
Figaro striatus е вид хрущялна риба от семейство Scyliorhinidae (Котешки акули).

## Разпространение
Видът е разпространен в Австралия (Куинсланд).